# Snow White (filme de 1916)
Snow White é um filme mudo de fantasia romântica americano de 1916 dirigido por J. Searle Dawley. Foi adaptado por Winthrop Ames de sua própria peça da Broadway de 1912, Branca de Neve e os Sete Anões, que por sua vez foi adaptada do conto de fadas de 1812 (coletado pelos irmãos Grimm). O filme é estrelado por Marguerite Clark e Creighton Hale, Clark reprisando seu papel no palco.

## Elenco
- Marguerite Clark como Branca de Neve[1]
- Creighton Hale como Príncipe Florimond[1]
- Dorothy Cumming como Rainha Brangomar[1]
- Lionel Braham como Berthold, o Caçador[1]
- Alice Washburn como Bruxa Hex[1]
- Irwin Emmer como Anão[1]
- Billy Platt como Anão[1]
- Herbert Rice como Anão[1]
- Jimmy Rosen como Anão[1]

## Status de preservação
Anteriormente pensado para ter sido destruído em um incêndio no cofre e presumivelmente perdido, uma impressão "substancialmente completa" com intertítulos holandeses, faltando algumas cenas, foi encontrada em Amsterdã em 1992 e restaurada na George Eastman House.